# Dominique Dufour
 (mai 2017).
Dominique Dufour , née le 1959 à Laval (Québec), est Miss Canada 1981 et première dauphine de Miss Univers 1981. En 2009, elle a présenté Miss Universe Canada.